# Dalhed
Dalhed är en bebyggelse vid länsväg 301 väster om Ore kyrka och Oresjön i Ore socken i Rättviks kommun. Mellan 2015 och 2020 avgränsande SCB här en småort.